# Mailly-le-Camp
Mailly-le-Camp är en kommun i departementet Aube i regionen Grand Est (tidigare regionen Champagne-Ardenne) i nordöstra Frankrike. Kommunen ligger  i kantonen Arcis-sur-Aube som ligger i arrondissementet Troyes. År 2022 hade Mailly-le-Camp 2 012 invånare.

## Befolkningsutveckling
Antalet invånare i kommunen Mailly-le-Camp
Referens: INSEE